# Thiago Borbas
Thiago Borbas, né le 7 avril 2002 à Montevideo en Uruguay, est un footballeur uruguayen qui évolue au poste d'avant-centre RB Bragantino.

## Biographie

### CA River Plate
Né à Montevideo en Uruguay, Thiago Borbas commence le football au Club Zorzal, avant d'être formé par l'un des clubs de la capitale uruguayenne, le CA River Plate. Il débute en professionnel le 5 septembre 2020, lors d'un match de championnat face au Montevideo Wanderers. Il entre en jeu en cours de partie, et son équipe s'impose par deux buts à zéro. Le 10 octobre 2020, Borbas inscrit son premier but en professionnel, face au CA Progreso, en championnat. Entré en jeu en cours de partie ce jour-là, il marque le deuxième but de son équipe, lui permettant de s'imposer (1-2 score final),. Le 28 octobre 2020, Borbas joue son premier match de Copa Sudamericana face aux Colombiens de l'Atlético Nacional (1-1 score final).

### RB Bragantino
En janvier 2023, Thiago Borbas rejoint le Brésil afin de s'engager en faveur du RB Bragantino. Le transfert est annoncé dès le 30 novembre 2022 et il s'engage pour un contrat courant jusqu'en décembre 2023,.
Le 12 novembre 2023, Borbas réalise son premier doublé pour le RB Bragantino, lors d'une rencontre de championnat face au Botafogo FR. Il est titularisé et les deux équipes se neutralisent (2-2 score final).
Borbas se fait remarquer le 10 mai 2024 en réalisant un doublé en Copa Sudamericana face aux Argentins du Racing Club. Buteur dès la cinquième puis la septième minute de jeu, il permet à son équipe de s'imposer par deux buts à un.

### En sélection
En septembre 2020, Thiago Borbas est appelé pour la première fois avec l'équipe d'Uruguay des moins de 20 ans.
Le 21 octobre 2022, Borbas est retenu par le sélectionneur Diego Alonso dans une liste élargie de 55 joueurs pour la Coupe du monde 2022. Il ne figure toutefois pas dans la liste finale pour participer au mondial.